# Matej Jonjić
Matej Jonjić (* 29. Januar 1991 in Split, SFR Jugoslawien) ist ein kroatischer Fußballspieler.

## Karriere

### Verein
Jonjićs Profikarriere begann 2009 bei seinem Heimatverein Hajduk Split und er wechselte von dort in den folgenden Jahren jeweils leihweise zum NK Zadar und NK Osijek. 2013 war er Teil der Mannschaft Splits, die den kroatischer Pokal gewann. Anfang 2015 ging er dann weiter nach Asien, wo er beim südkoreanischen Verein Incheon United einen Vertrag unterschrieb. Nach zwei Jahren wechselte er weiter zu Cerezo Osaka nach Japan und gewann dort drei nationale Titel. Die Saison 2021 verbrachte der gelernte Innenverteidiger bei Shanghai Shenhua in der Chinese Super League und seit 2022 spielt er wieder beim japanischen Erstligist Cerezo Osaka. Nach 48 Erstligaspielen zog es ihn im Januar 2024 nach Südkorea. Hier nahm ihn sein ehemaliger Verein Incheon United unter Vertrag.

### Nationalmannschaft
Von 2007 bis 2010 bestritt Jonjić insgesamt 41 Partien für diverse kroatische Jugendnationalmannschaften, zwei davon während der U-19-Europameisterschaft 2010 in Frankreich.

## Erfolge
- Kroatischer Pokalsieger: 2013
- Japanischer Pokalsieger: 2017
- Japanischer Ligapokalsieger: 2017
- Japanischer Superpokalsieger: 2018